# Matt de la Peña

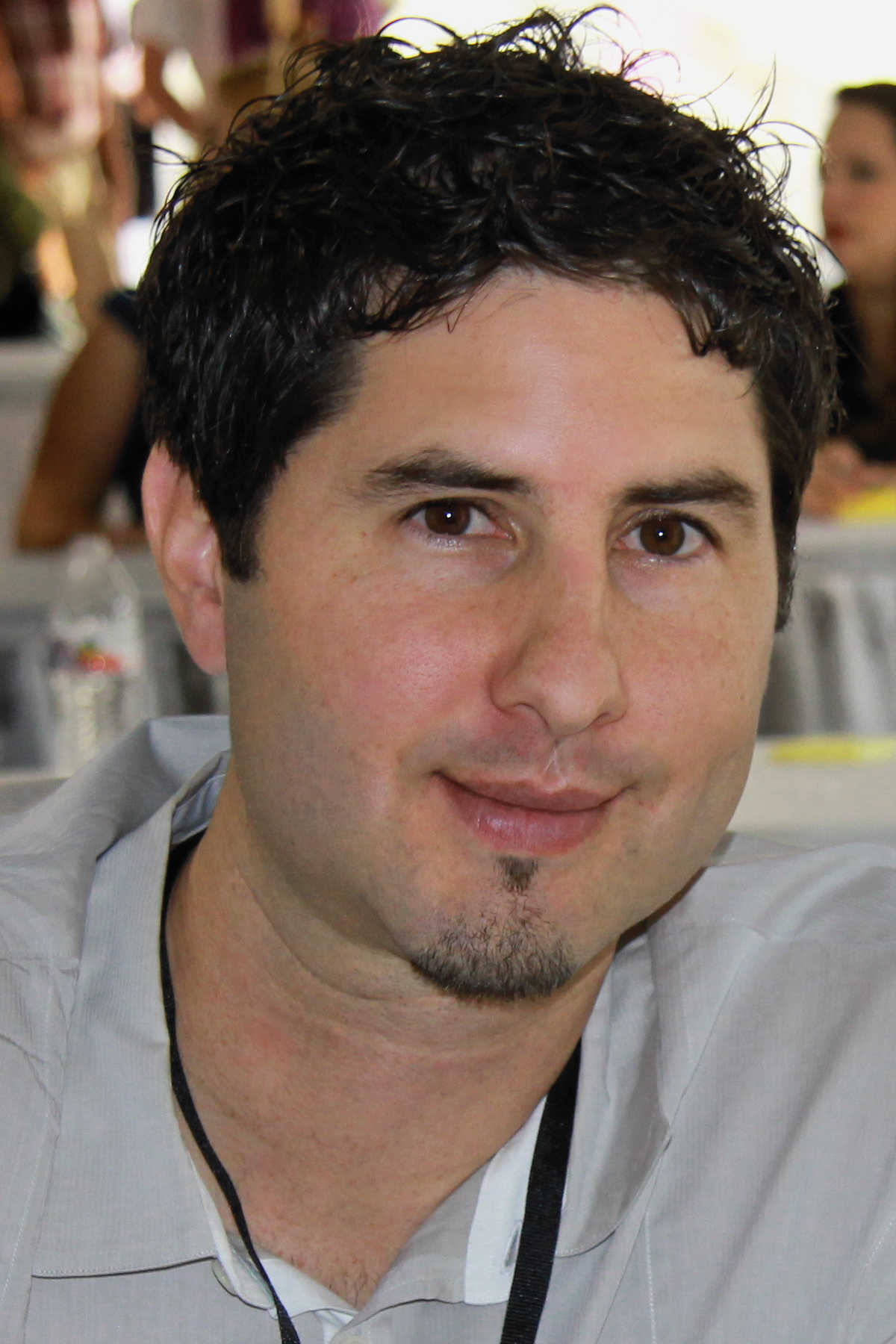
Matt de la Peña (2013)

Matthew „Matt“ de la Peña ist ein US-amerikanischer Kinder- und Jugendbuchautor, der sich auf Romane für junge Erwachsene spezialisiert hat.

## Leben
Geboren in der Stadt National City, Kalifornien, erwarb er seinen Bachelor of Arts an der University of the Pacific. Er erhielt danach seinen M.F.A. in kreativem Schreiben von der San Diego State University. Für Last Stop on Market Street hat de la Peña 2016 die Newbery Medal gewonnen. Er lebt derzeit in Brooklyn, wo er an der New York University unterrichtet.

## Bücher (Auswahl)
- Ball Don’t Lie (2005)
- Mexican WhiteBoy (2008)
- We Were Here (2009)
- I Will Save You (2010)
- A Nation’s Hope-The Story of Boxing Legend Joe Louis (2010) (illustriert von Kadir Nelson)
- Infinity Ring: Curse of the Ancients (2013)
- Eternity (2013)
- The Living (2013)
- The Hunted (2015)
- Last Stop on Market Street (2015) (illustriert von Christian Robinson)
- Underwater (2016)
- Superman-Dawnbreaker (2019)